# Fernando Periquet
Fernando Periquet Zuaznábar (Valencia, 1873-Valladolid, 1940) fue un literato español que escribió artículos periodísticos, narrativa, ensayo, libretos de teatro lírico y letras de canciones.

## Biografía
Se trasladó a Barcelona en 1879 y fue condiscípulo en la escuela, de Hermenegildo Anglada. Fue el fundador de La sátira en 1885 durante su estancia en el instituto. Se fue a vivir a Madrid en 1889 para trabajar en el diario El Clamor.
Trabajando bajo la dirección de Francisco Peris Mencheta desarrolló diversas actividades periodísticas y colaboró con otras publicaciones en labor de crítico y cuentista. En el campo de la novela se inició con Exhausto, publicada por entregas en El Cuento Semanal. Su popularidad se debe a las numerosas tonadillas y canciones de evocación goyesca. Fue colaborador del periódico World's Work.

## Obras
- Naufragio y salvamento - novela
- Apuntes para la historia de la canción española - biografías
- Patria y amor - música de Isaac Albéniz
- El tío del gabán - música de Guillermo Cereceda
- La conquista del marido - música de Luis Foglietti
- La soledad de un trono
- Goyescas - música de Enrique Granados